# Celastrus
Celastrus és un gènere que comprèn unes 30 espècies d'arbusts o parres pertanyents a la família Celastraceae. Tenen una àmplia distribució en l'est d'Àsia, Australàsia, Àfrica i Amèrica.
Són arbusts o parres amb fulles alternes, simples i ovoides, de 5-20 cm de longitud. Les flors són petites, blanques, roses o verdoses i neixen en grans panícules. El fruit és una drupa vermella amb tres valves. El fruit és l'aliment d'ocells que dispersan les seves llavors. Els fruits són verinosos per als humans.